# Edward Gorey
Edward St. John Gorey (Chicago, Illinois, 22 de fevereiro de 1925 - Hyannis, Massachusetts, 15 de abril de 2000) foi um escritor e artista americano, reconhecido por seus livros ilustrados de tom macabro mas com certo senso de humor.

## Primeiros anos
Nascido em Chicago, seus pais, Helen Dunham e Edward Lee Gorey, se divorciaram quando ele tinha onze anos e voltaram a se casar em 1952, quando tinha vinte e sete. Uma de suas madrastas foi Corinna Mura (1909–1965), uma cantora de cabaré que teve um pequeno papel em Casablanca, no qual cantou A Marselhesa no Rick's Café.
Gorey frequentou várias escolas primárias locais entre 1944 e 1946, esteve no exército em Dugway Proving Ground, em Utah e, mais tarde, em Harvard, (de 1946 a 1950), onde estudou francês e foi colega de quarto do futuro poeta Frank O'Hara. Ainda que frequentemente declarasse que sua aprendizagem artística formal foi insignificante, Gorey estudou arte durante um semestre no Chicago Art Institute en 1943.

## Carreira profissional
De 1953 a 1960 Gorey viveu em Nova York e trabalhou para o Departamento de Arte da editora Doubleday Anchor, ilustrando capas de livros como por exemplo: Drácula de Bram Stoker, A Guerra dos Mundos de H. G. Wells ou Os Gatos de T. S. Eliot.
Seu primeiro trabalho, The Unstrung Harp (A Harpa Não Tocada), foi publicado em 1953. Também publicou sob pseudônimos tais como Ogdred Weary, um anagrama de seu primeiro nome e sobrenome.
Os livros de histórias ilustradas de Gorey, com seus ares ominosos calcados nas épocas vitoriana e eduardiana, ganharam  status cult, mas Gorey chegou a ser bem conhecido pela animação de abertura da série da PBS Mystery! em 1980.  Gorey também foi responsável pelo design de figurino da produção da Broadway "Dracula" em 1977, pelo qual ganhou o Tony Award de Melhor Desenho de Figurino e foi também indicado para Melhor Cenografia.
Em anos posteriores, Gorey viveu em Yarmouth Port, Massachusetts, em Cape Cod, onde escreveu e dirigiu numerosos espetáculos noturnos, onde frequentemente apresentava suas próprias marionetes de papel machê, em uma companhia conhecida como La Theatricule Stoique. Seu maior trabalho teatral foi o libreto para "Opera Seria for Handpuppets", The White Canoe, para uma partitura do compositor Daniel James Wolf.
Sua paixão pelo balé foi bem conhecida (durante muitos anos, assistiu a todas as apresentações do New York City Ballet) bem como pelos gatos. Ambas as figuras aparecem em sua obra. Seu conhecimiento da literatura e do cinema era incomumente extenso, e em suas entrevistas citava entre seus artistas favoritos Jane Austen, Francis Bacon, George Balanchine, Balthus, Louis Feuillade, Ronald Firbank, Lady Murasaki Shikibu, Robert Musil, Yasujirō Ozu, Anthony Trollope e Vermeer.
De 1996 até a data de sua morte, em abril de 2000, Gorey, normalmente solitário, foi objeto de um documentário dirigido por Christopher Seufert, ainda inédito. Sua casa em Cape Cod, chamada Elephant House, agora serve como galeria e museu.A influência de Gorey pode ser encontrada em alguns artistas contemporâneos, como Tim Burton, Lemony Snicket e Shaun Tan.

## Obras
Gorey escreveu mais de 100 obras, entre as quais se incluem:
- The Unstrung Harp, 1953
- The Doubtful Guest, 1957
- The Object-Lesson, 1958
- The Curious Sofa: a Pornographic Tale by Ogdred Weary, 1961
- The Hapless Child, 1961
- The Willowdale Handcar: or, the Return of the Black Doll, 1962
- The Gashlycrumb Tinies, 1963
- The Insect God, 1963
- The West Wing, 1963
- The Gilded Bat, 1967
- The Epilectic Bicycle (A Bicicleta Epiplética) 1969,[2][3]
- The Iron Tonic: or, a Winter Afternoon in Lonely Valley, 1969
- The Awdrey-Gore Legacy, 1972
- The Glorious Nosebleed, 1975
- Gorey Stories, 1983
- The Haunted Tea Cosy, 1998
- The Headless Bust: A Melancholy Meditation for the False Millenium, 1999
- The Other Statue, 2001

Muitas das obras de Gorey foram publicadas com pouca divulgação e são difíceis de encontrar ou caras. Contudo, as seguintes quatro coletâneas reúnem muito de seu material. Dado que seus livros originais são curtos, estes podem conter cerca de 15 por cada volume.
- Amphigorey 1972 -  contém The Unstrung Harp, The Listing Attic, The Doubtful Guest, The Object-Lesson, The Bug Book, The Fatal Lozenge, The Hapless Child, The Curious Sofa, The Willowdale Handcar, The Gashlycrumb Tinies, The Insect God, The West Wing, The Wuggly Ump, The Sinking Spell, e The Remembered Visit.
- Amphigorey Too, 1975.
- Amphigorey Also, 1983.
- Amphigorey Again, 2004.

Também ilustrou outros 60 trabalhos de autores como Edward Lear, John Bellairs e John Ciardi.